# Der Sperling und seine vier Kinder
Der Sperling und seine vier Kinder ist eine Fabel (ATU 157B). Sie steht in den Kinder- und Hausmärchen der Brüder Grimm ab der Zweitauflage von 1819 an Stelle 157 (KHM 157), vorher an Stelle 35, und stammt von Johann Balthasar Schupp, ursprünglich von Johannes Mathesius.

## Inhalt
Vier Sperlingsjunge werden von Buben aus dem Nest geworfen. Im Herbst treffen sie ihren besorgten Vater auf einem Acker wieder. Der erste war in Gärten. Der Vater warnt ihn vor Leuten die lange „grüne Stangen tragen, die inwendig hohl sind und oben ein Löchlein haben“. Der Sohn erzählt, dass auch ein Blatt mit Wachs aufgeklebt war. Der Vater schließt auf Kaufleute, lobt seine Erfahrung und ermahnt ihn noch einmal. Der zweite war bei Hofe. Der Vater mahnt ihn, lieber in den Stall zu gehen. Der Sohn erzählt, dass dort Stalljungen Vogelschlingen flechten. Der Vater lobt gleichfalls seine Gerissenheit und mahnt zur Vorsicht. Der dritte war auf Wegen. Der Vater warnt ihn vor Steinewerfern. Der Junge erzählt, dass manche schon Steine dabei hatten, woraus der Vater auf Bergleute schließt. Den jüngsten und schwächsten will der Vater bei sich behalten, doch er antwortet im Gottvertrauen, denn er war in der Kirche. Der Vater ist beeindruckt und schließt mit dem Gedicht:
„Denn wer dem Herrn befiehlt seine Sach,
schweigt, leidet, wartet, betet, brauche Glimpf, tut gemach,
bewahrt Glaub und gut Gewissen rein,
dem will Gore Schutz und Helfer sein.“

## Herkunft
Grimms Anmerkung notiert als Quelle Schupps Fabelhans. S. 837. 38 und nennt noch Wackernagels Lesebuch 2, 210, Rollenhagens Froschmeuseler und Thierfabeln bei den Meistergesängen (Berlin 1855). 
Wilhelm Grimm ließ Schupps unklaren Einleitungssatz weg („Zum Beschluß höret auch meine Sperling / denn der Mäusemist und Gerbeleur wil sie doch immer mit unter den Pfeffer mengen.“), änderte den dritten Satz, wobei unflück zu flügge wird, weiter unten Cobald zu Kobold, und modernisierte sonst nur sehr behutsam sprachlich-orthographisch. In der Vorlage folgt außerdem eine längere Moralisation über Gottes Schutz mit Warnung vor Hochmut.
Schupp übernahm die Fabel seinerseits von Johannes Mathesius, der damit in seiner Predigt zur Fastnacht 1563 die Jothamfabel von der Königswahl der Bäume (Richter 9,7-15) illustriert. Zur Schutzfunktion Gottes vgl. Sprüche 30, Psalm 84,4-5, Lukas 12,24, 1. Petrus 5,7, Matthäus 6,26.
Erläuterung: Die Hebritzen der Stalljungen sind Ebereschen, d. h. Vogelbeeren als Falle. Zum gerissenen Spatz vergleiche KHM 58 Der Hund und der Sperling, zur Behauptung gegen den übermächtigen Menschen auch KHM 72 Der Wolf und der Mensch.